# Cercanías Zaragoza
A Cercanías Zaragoza a Spanyolországban található Zaragoza elővárosi vasúthálózata, mely jelenleg csak egy vonalból és 6 állomásból áll. A Mirafloresből Casetasbe tartó vonal hossza 16,6 km. A vonal ibériai nyomtávolsággal épült. Óránként egy pár vonat közlekedik, de csúcsidőben (7:00-9:30 és 17:00-18:30 között) a járatsűrűség fél órásra csökken. Üzemeltetője a RENFE.
A második vonal, valamint az eredeti vonalon lévő további állomások építése folyamatban van.

## Járművek
A vonalon a RENFE 463 sorozatú és a RENFE 464 sorozatú háromrészes villamos motorvonatai közlekednek. A C1 vonal 1668 mm-es nyomtávolsággal épült ki és 3 kV egyenárammal lett villamosítva.

## Statisztika
2012 óta az utasszám 44%-kal nőtt, elsősorban azért, mert a Zaragoza-Goya állomást megnyitották, amely összeköttetésben van a Zaragozai villamossal. Abban az évben 343 000 ember utazott a vonalon. A vonal kihasználtsága azonban mindössze 7,26%, átlagosan vonatonként 23 utas van, ami a hálózat legkevésbé jövedelmező viszonylata.